# Jaych al-Charkiya
Ne doit pas être confondu avec Jaych Ossoud al-Charkiya.
Jaych al-Charkiya (arabe : جيش الشرقية, L'« Armée de l'Est ») est un groupe rebelle de la guerre civile syrienne, fondé en 2017.

## Histoire
Jaych al-Charkiya annonce sa fondation par un communiqué de presse le 23 novembre 2017. Il est constitué de combattants originaires de l'est de la Syrie, des gouvernorats de Deir ez-Zor, Hassaké et Raqqa, mais chassés de ces territoires par l'État islamique en 2014. Son commandant est le major Hussein Hamadi. Peu après la formation du groupe, celui-ci déclare avoir 1 000 hommes sous ses ordres, issus de quinze factions. Certains combattants sont issus d'Ahrar al-Charkiya, d'Ahrar al-Cham et du Front de l'authenticité et du développement. 
Soutenu par la Turquie qui lui livre notamment des véhicules blindés de transport de troupes, Jaych al-Charkiya est intégré à l'Armée nationale syrienne et participe en 2018 à la bataille d'Afrine, où il combat sur le front de Jindires au sud-est,. Après la bataille, le groupe demeure basé dans cette région. Comme beaucoup d'autres groupes rebelles à Afrine, Jaych al-Charkiya est accusé d'enlèvements et d'actes de torture.